# Karl Silberbauer
Karl Josef Silberbauer (21. juni 1911 – 1972) var SS-Oberscharführer i nazisternes Sicherheitsdienst (sikkerhedstjeneste) i Holland.
Den 4. august 1944 arresterede han Anne Frank og hendes familie i det baghus, der var deres skjulested i Amsterdam.